# OpenEmu
OpenEmu è un software di emulazione progettato per macOS, che integra diversi emulatori di giochi multipiattaforma open source. Utilizza un'interfaccia modulare basata su plug-in, che consente di emulare numerose console storiche, tra cui il Nintendo Entertainment System, il Sega Genesis, il Game Boy e molte altre.
La struttura modulare di OpenEmu consente agli sviluppatori di integrare nuovi core nel sistema base senza la necessità di utilizzare specifiche API di macOS.

## Storia
La versione 1.0 di OpenEmu è stata rilasciata il 23 dicembre 2013, dopo un lungo periodo di beta test. Da allora, il software ha ricevuto numerosi aggiornamenti incrementali, con l'obiettivo di estendere progressivamente il supporto a un numero sempre maggiore di console. Alcuni core in fase di sviluppo vengono distribuiti separatamente sotto forma di build sperimentali, rilasciate in parallelo alla versione standard. Tali versioni includono, tra le altre funzionalità, il supporto per i sistemi arcade basati su MAME.
A partire dalla versione 2.0, OpenEmu richiede OS X 10.11 o versioni successive come requisito minimo per l'esecuzione.
La versione 2.0 di OpenEmu ha rappresentato uno degli aggiornamenti più significativi, introducendo sedici nuovi emulatori e numerose funzionalità aggiuntive.
Con la versione 2.1, OpenEmu ha introdotto il supporto completo a macOS Catalina, il primo sistema operativo macOS a non supportare più applicazioni a 32 bit, grazie a una versione a 64 bit. Sono stati inoltre implementati shader più performanti, con significativi miglioramenti nelle prestazioni, e adottata la API grafica Metal di Apple, in sostituzione di OpenGL.
La versione 2.2 di OpenEmu ha introdotto il supporto per il GameCube.
Nella versione 2.2.1 è stato integrato BSNES, un emulatore ad alta precisione per il SNES.
A partire dalla versione 2.3, OpenEmu ha esteso il supporto a macOS Big Sur e introdotto la compatibilità con le pistole ottiche per le console PlayStation (PS1) e Sega Saturn.
L’ultima versione, la 2.4.1, è compatibile con le versioni più recenti di macOS ed è stata completamente riscritta in Swift per migliorarne la manutenibilità.

## Console
Di seguito sono elencate le 31 console supportate da OpenEmu nella versione 2.3.1:
| Console               | Core        | Estensione |
| --------------------- | ----------- | ---------- |
| Atari 2800            | Stella      | .a26       |
| Atari 5200            | Atari800    | .a52       |
| Atari 7800            | ProSystem   | .a78       |
| Atari Lynx            | Mednafen    | .lnx       |
| ColecoVision          | CrabEmu     | .col       |
| Famicom Disk System   | Nestopia    | .fds       |
| Game Boy              | Gambatte    | .gb        |
| Game Boy Advance      | mGBA        | .gba       |
| Game Gear             | GenesisPlus | .gg        |
| GameCube              | dolphin     | .iso       |
| Intellivision         | Bliss       | .int       |
| NeoGeo Pocket         | Mednafen    | .ngp       |
| Nintendo (NES)        | Netstopia   | .nes       |
| Nintendo 64           | Mupen64Plus | .n64       |
| Nintendo DS           | DeSmuME     | .nds       |
| PC-FX                 | Mednafen    |            |
| SG-1000               | GenesisPlus | .sg        |
| Sega Master System    | GenesisPlus | .sms       |
| Sega Mega Drive       | GenesisPlus | .bin       |
| Sega Mega Drive 32X   | Picodrive   |            |
| Sega Mega-CD          | GenesisPlus |            |
| Sega Saturn           | Mednafen    |            |
| Sony PSP              | PPSSPP      | .iso       |
| Sony Playstation      | Mednafen    |            |
| Super Nintendo (SNES) | BSNES       | .sfc       |
| TurboGrafx-16         | Mednafen    | .pce       |
| TurboGrafx-CD         | Mednafen    |            |
| Vectrex               | VecXGL      | .vec       |
| Videopac+             | O2EM        |            |
| Virtual Boy           | Mednafen    |            |
| WonderSwan            | Mednafen    |            |